# Hyaloscypha candida
Hyaloscypha candida är en svampart som tillhör divisionen sporsäcksvampar, och som först beskrevs av Karl Starbäck, och fick sitt nu gällande namn av Boud.. Hyaloscypha candida ingår i släktet Hyaloscypha, och familjen Hyaloscyphaceae. Arten är reproducerande i Sverige.